# Амруллаев, Эмин Эльдар оглу
Эмин Эльдар оглу Амруллаев (азерб. Emin Əmrullayev, род. 30 декабря 1982, Баку) — министр науки и образования Азербайджанской Республики (с 27 июля 2020 года), член наблюдательного совета ПФК «Нефтчи» (с 2022 г.), министр образования Азербайджанской Республики (2020-2022 гг.), директор Института образования Азербайджанской Республики (январь-июль 2020 г.), начальник отдела программ развития образования Министерства образования Азербайджанской Республики (2015-2020 гг.), президент Федерации баскетбола Азербайджана (с 2021 г.).

## Биография
Эмин Амруллаев родился 30 декабря 1982 г. в городе Баку. В 1999-2003 годах учился на факультете административного управления Академии государственного управления при Президенте Азербайджанской Республики. В 2003 г. окончил это высшее учебное заведение с отличием.
В 2003-2004 гг. учился на магистра политических наук в Центрально-Европейском университете.
В 2010-2012 гг. проходил обучение в магистратуре на факультете административного управления Колумбийского университета в рамках «Государственной программы по обучению азербайджанской молодежи за рубежом в 2007-2015 гг.» и программы «Fulbright».

## Карьера
- В 2005-2009 гг.— Преподаватель факультета международных отношений университета «Кавказ».
- В 2009-2010 гг. — Начальник отдела международных отношений ООО «Kaspi Edication».
- В 2011 г. — Стажер в Европейской экономической комиссии ООН (ЕЭК ООН) в Женеве.
- В 2012 г. — Исполнительный директор Центра энергетики и окружающей среды Дипломатической академии Азербайджана (Университет ADA).
- В 2013 г.— Заместитель директора по контролю качества образования ООО «Kaspi Education».
- С июня 2013 г.— Старший консультант Министерства образования Азербайджана.
- В 2013-2014 гг.— Заведующий сектора обеспечения качества образования Министерства образования Азербайджана.
- В 2014-2015 гг. — Заместитель начальника отдела программ развития образования Министерства образования Азербайджана.
- В 2015-2020 гг. — Начальник отдела программ развития образования Министерства образования Азербайджана.
- C января по июль 2020 г. — Директор Института образования Азербайджана.
- Распоряжением Президента Азербайджанской Республики Ильхама Алиева от 27 июля 2020 г. Эмин Амруллаев назначен министром образования Азербайджанской Республики.
- Согласно Указу Президента Азербайджанской Республики Ильхама Алиева от 28 июля 2022 г. «О некоторых мерах по совершенствованию управления в области науки и образования в Азербайджанской Республике» в целях укрепления взаимосвязи науки и образования и совершенствования управления в данных сферах Министерство образования Азербайджанской Республики было переименовано в Министерство науки и образования Азербайджанской Республики.
- В настоящее время - министр науки и образования Азербайджанской Республики.[2]

## Общественная деятельность
- C 2021 г. - Ментор победителей конкурса «Yüksəliş» («Восхождение»).[3]
- C 2021 г. – Президент Федерации баскетбола Азербайджана.
- С 2022 года - Член наблюдательного совета ПФК «Нефтчи»

## Деятельность в Министерстве образования и Институте образования (2013-2020 гг.)
За годы работы в Министерстве образования и в Институте образования на различных должностях с 2013 по 2020 г. по инициативе Эмина Амруллаева было реализовано множество проектов, которые продолжаются по сегодняшний день.
Проект «Развитие дошкольного образования общинного типа»
В 2017 году при финансовой поддержке UNICEF и Европейского Союза при Институте образования в 50 общеобразовательных школах в 10 городах и районах Азербайджана были созданы группы дошкольного образования общинного типа. Проект, показавший успешные результаты, получил дальнейшее расширение благодаря финансовой поддержке Фонда Гейдара Алиева по инициативе Первого вице-президента Азербайджанской Республики Мехрибан Алиевой. В настоящее время 14 789 детей 3-4 лет обучаются в 843 группах дошкольного образования общинного типа, организованных в 55 городах и регионах страны. В 2023-2024 учебном году в 931 группе общинного типа планируется охватить 16 000 детей.
Проект «Резервный учебник»
Согласно распоряжению Кабинета Министров Азербайджанской Республики №611 F, в 2017 г. в Институте образования началась реализация проекта «Резервный учебник».  В 2018 г. проведена первая апробация комплекта резервных учебников по предметам «Азербайджанский язык» (язык обучения) и «Математика» для дошкольных и первых классов. Подготовлены комплекты учебников по предметам «Азербайджанский язык» (учебный и государственный язык), «Математика», «Английский язык» для I-III классов, а также комплект учебников «Природа 5» для V классов. К 2023-2024 учебному году было усовершенствовано 24 учебника и обновлено 37 учебников. Всего напечатано и роздано школам 7 758 970 экземпляров учебников 318 наименований. В процессе подготовки комплектов учебников осуществлялось сотрудничество со многими зарубежными организациями, в том числе сингапурскими издательствами «Alston» и «Kavendiş».
Проект «Организация профессионально-ориентированных классов в общеобразовательных учреждениях»
С 20219-2020 учебного года стартовал проект «Организация профессионально-ориентированных классов в общеобразовательных учреждениях. К проекту, инициированному Институтом образования Азербайджанской Республики, в 2023 г. в 124 класса 80 школ было привлечено 2164 учащихся. Во всех школах, охваченных проектом, были внедрены модули «STEAM» и «Вождение». Цель проекта - обеспечить подготовку учеников к рынку труда посредством обучения их профессиональному образованию на базе общего среднего образования, развития у них компетенций, связанных с профессиональными специальностями и предоставления им базовых знаний и навыков по профессиям. В настоящее время проект реализует Государственное агентство профессионального образования.
Проект «STEAM Азербайджан»
По инициативе Первого вице-президента Мехрибан Алиевой при поддержке Министерства образования и Института образования с 2019-2020 учебного года стартовал проект «STEAM Азербайджан». Проект реализуется в 318 школах и 23 Центрах STEAM в 53 городах и районах Азербайджана. Всего к STEAM-образованию привлечено около 135 000 учеников.
Проект «Цифровые навыки»
Данный проект, реализуемый начиная с 2017-2018 учебного года, в 2023-2024 учебном году охватил более 410 000 учащихся 532 школ в 53 регионах Азербайджана.
Работа с талантливыми детьми
За последние годы были реализованы меры для обеспечения успешного выступления азербайджанских школьников на международных предметных олимпиадах. С этой целью в структуре Института образования Азербайджанской Республики был создан отдел национальных и международных оценочных исследований. В результате внедрения международных стандартов в организацию и проведение республиканских предметных олимпиад, создания центров подготовки к международным предметным олимпиадам и системной работы, значительно возрос интерес учащихся к предметным олимпиадам и конкурсам. В 2022-2023 учебном году азербайджанские школьники приняли участие в различных международных олимпиадах и конкурсах и завоевали в общей сложности 29 медалей, в том числе 1 золотую, 11 серебряных, 17 бронзовых медалей и 5 поощрительных наград.
Международные оценочные исследования
Отдел национальных и международных оценочных исследований, созданный в структуре Института образования Азербайджанской Республики, организует международные оценочные исследования, в том числе местные исследования, анализирует их результаты и готовит отчеты. Выполняя функцию оценки качества образования, международные оценочные программы дают возможность получить информацию об образовательном процессе в стране, исследовать важные вопросы требующие решения, сравнивать результаты с международным опытом. В последние годы Азербайджан участвует в ряде международных исследований - PIRLS (Progress in International Reading Literacy Study), PISA (Programme for International Student Assessment), TİMSS (The Trends in International Mathematics and Science Study), ICILS (The International Computer and Information Literacy Study) и TALIS (Teaching and Learning International Survey).

## Деятельность на посту министра образования и министра науки и образования
Распоряжением Президента Азербайджанской Республики Ильхама Алиева с 27 июля 2020 года Эмин Амруллаев назначен министром образования Азербайджанской Республики.
Согласно Указу Президента Азербайджанской Республики господина Ильхама Алиева от 28 июля 2022 года «О некоторых мерах по совершенствованию управления в области науки и образования в Азербайджанской Республике» в целях укрепления взаимосвязи науки и образования и совершенствования управления в данных сферах Министерство образования Азербайджанской Республики было переименовано в Министерство науки и образования Азербайджанской Республики.
С июля 2022 года Эмин Амруллаев исполняет обязанности министра науки и образования Азербайджанской Республики.
В соответствии с «Государственной стратегией по развитию образования в Азербайджанской Республике» в этот период было реализовано множество реформ и мер с целью достижения положительной динамики и всесторонней доступности образования.
В 2022 г. набор воспитателей-педагогов в дошкольные образовательные учреждения был организован централизованно, посредством конкурса. Прием детей в дошкольные образовательные учреждения осуществляется в электронном виде. В 2022 г. более 22 тысяч детей были приняты в дошкольные образовательные учреждения посредством электронной системы.
Изменен процесс приема в лицеи и гимназии. Впервые прием осуществлялся централизованно посредствам электронной системы.
Распоряжением главы государства от 21 декабря 2021 г. на базе районных и городских управлений (отделов) образования создано 12 региональных управлений образования.
В 2023 г. в процессе сертификации учителей приняли участие около 28 тысяч учителей по всей стране. Большинство учителей успешно завершили этот процесс. В сертификации, организованной впервые в 2022 г., приняли участие 11 211 учителей начальных классов при 97 процентной явки. В результате успешного завершения процесса к официальной зарплате 3163 учителей, набравших 51-60 баллов было добавлено 35 процентов, а к зарплате 5624 учителей, набравших 30-50 баллов, - 10 процентов прибыли.
Тестовый этап сертификации успешно сдали 21 180 (70%) учителей начальных классов и 7594 (92%) учителя Азербайджанского языка и литературы.
В продолжение реализации инновационных проектов в образовании в 2022 г. в Баку начал работу Инновационный центр STEAM. В рамках проекта «STEAM Азербайджан» в нашей стране прошли международные STEAM-фестивали.
Одним из проектов, реализуемых в направлении цифровизации, является создание с 2022-2023 учебного года профессиональных классов по «Информатики» в рамках проекта «Цифровые навыки». В профессиональных классах, созданных в 27 школах, учатся более 700 школьников, которым преподают информатику по 5 раз в неделю.
На уровне профессионального образования была введена система стипендий, основанная на результатах обучения. В учреждениях профессионального образования, входящих в систему Министерства науки и образования, набор директоров, учителей-предметников, а также мастеров производственного обучения, организован посредством конкурса в централизованном порядке.
Президент Азербайджана Ильхам Алиев подписал Распоряжение об утверждении «Государственной программы по получению молодежью образования в престижных высших учебных заведениях в зарубежных странах на 2022-2026 гг.». В рамках данной Госпрограммы 381 гражданин Азербайджанской Республики получил право на обучение в престижных зарубежных высших учебных заведениях 17 стран в 2023-2024 учебном году. 49 человек из участников Госпрограммы получили в право учиться в 10 лучших университетах мира.
Всего 418 человек (67 бакалавров, 314 магистров, 37 докторантов/PhD) получили право на обучение в рамках Государственных программ («2022-2026 DP» и «2019-2023 DP») в 2023-2024 учебному году.
В 2021 г. соответствующим Указом Президента Азербайджана был создан Фонд образовательных студенческих кредитов. К 2023 году в целях повышения доступности высшего образования всего выдано 24 112 студенческих кредита.
Указом Президента Азербайджанской Республики от 14 июля 2021 г. создан Фонд развития образования. Фонд реализует проекты в направлении государственно-частного партнерства, финансирования программ и проектов, направленных на развитие сферы образования.
Много шагов сделано в направлении электронизации образовательных услуг. В целях предоставления прозрачных и оперативных услуг гражданам запущена платформа www.portal.edu.az.
Соответствующим решением Кабинета Министров были утверждены новые «Правила признания документов о высшем образовании иностранных государств». В правилах отражены новшества, связанные с признанием квалификации лиц, получивших дипломы в области высшего образования в зарубежных странах.
Образовательные услуги оказываются в центрах «ASAN». Через данные центры граждане могут воспользоваться несколькими сервисами электронных услуг в сфере образования.